# Амазонски ламантин
Амазонски ламантин (Trichechus inunguis) је врста морске краве из породице ламантина, која живи у Амазонском басену у Бразилу, Перуу, Боливији, Колумбији, Еквадору и Венецуели.  Има танку, наборану смеђкасту или сиву боју коже, са ситним длачицама разбацаним по телу и белим мрљама на грудима.   То је најмања од три постојеће врсте ламантина.

## Таксономија
Специфично име inunguis је реч из латинског језика која значи "без ноктију". Име рода Trichechus значи „коса“, а односи се на бркове око уста ламантина.

## Физичке карактеристике
Распон телесне тежине и величине је 7,5–346,5kg и 76–255,5cm за мужјаке у заточеништву, 8,1–379,5kg и 71–266,5cm за женке у заточеништву и 120–270kg и 162–230cm за ламантине уопште. Највећа пријављена стварна тежина амазонских ламантина је 379,5kg.  Младунци се рађају са тежином 10–15kg и дужином 85–105cm. Амазонски ламантини расту у дужину од приближно 1,6-2 mm дневно. Ова дужина се мери дуж закривљености тела, тако да се апсолутна дужина може разликовати. Младунци добијају у просеку 1 килограм недељно.
Амазонски ламантини су велики сисари цилиндричног облика, са предњим удовима модификованим у пераја, без слободних задњих удова, а стражњи део тела им је у облику равног, заобљеног и хоризонталног весла. Флексибилна пераја се користе за помагање кретања по дну, гребања, додиривања, па чак и загрљаја других ламантина, те премештања хране у уста и чишћење уста. Горња усна ламантина је модификована у велику чекињасту површину која је дубоко подељена. Током храњења може независно померати сваку страну усана. Општа боја је сива, а већина амазонских ламантина има изразиту белу или јарко ружичасту мрљу на грудима.
Амазонски ламантини, слично свим живим врстама ламантина из породице Trichechidae, имају зубе полифодоната. Њихови зуби се непрекидно током живота хоризонтално мењују, од каудалног дела вилице до ростралног дела, што је јединствена особина сисара. Само најближи живи сродник Sirenia слон, показује сличне карактеристике замене зуба, али слонови имају ограничен број зуба који се мењају.
Док се зуби померају рострално, корен зуба се ресорбује и глеђ се троши све док зуб на крају не пропадне. Названи су "зубима образа", а диференцијација зуба у кутњаке и прекутњаке се не дешава, а немају ни секутиће ни очњаке. Ови зуби се померају брзином од око 1-2mm месечно, у зависности од брзине хабања и жвакања.
Амазонски ламантин нема нокте на перајама, што га раздваја од осталих ламантина. Поред тога, амазонски ламантин имају веома мали степен ростралног извијање (30,4°), што се може користити као показатељ где се у воденом стубу животиња храни. Мали степен извијање значи да је крај њушке равнији у односу на каудални део вилице. Животиње са већим степеном извијања, као што је Dugong dugon, око 70°, више су бентосне врсте, хране се на морским дну и имају њушке које готово у потпуности уперене према трбуху. Само Trichechus senegalensis има мање рострално извијање од око 25,8°. Верује се да ово повећава ефикасност храњења. Мали степен ростралног извијања омогућава амазонским ламантинима да се ефикасније хране на површини воде, где се налази већи део њихове хране.

## Понашање и биологија
Амазонски ламантин је једини морска крава који живи искључиво у слатководном станишту. Врста се ослања на промене периферне циркулације због свог примарног механизма за терморегулацију помоћу сфинктера за одвраћање протока крви из подручја тела у блиском контакту са водом. Они се такође ослањају на поткожну масноћу како би смањили губитак топлоте.
Ламантини имају ноздрве, а не отворе за ваздух попут других водених сисара, које се затварају када су под водом да вода не улази и отварају када изнад воде да дишу.  Иако ламантини могу да остану под водом дуже време, уобичајено је да излазе на ваздух сваких пет минута.  Најдужи документован боравак под водом без изроњавања код амазонског ламантина у заточеништву је 14 минута.
Ламантинове сезонске селидбе су синхронизоване са режимом поплава Амазонског басена.  Током сезоне поплава, налазе се у поплављеним шумама и ливадама када хране има у изобиљу.  Амазонски ламантин има најмањи степен ростралног одступања (25° до 41°) међу морским кравама, што им омогућава да се хране ближе воденој површини. Они су и ноћне и дневне животиње и живе свој живот готово у потпуности под водом. Само им ноздрве извирују на површини воде док трагају за вегетацијом по дну река и језера.
Амазонски и флоридски ламантини су једини ламантини за које се зна да вокализују. Примећене су како вокализирају саме и са другима, посебно мајке са младунцима.

### Исхрана
Ламантини се хране разним воденим биљкама, укључујући Araceae (посебно Pistia, познату и као „водена зелена салата“), траву, мешинке, водену дрезгу, локвање, а посебно водене зумбуле. Такође се зна да једу плодове палми који падају у воду. Држећи се биљоједне прехране, ламантин има сличан пробавни процес у желуцу као код коња. Ламантин конзумира око 8% своје телесне тежине у храни дневно. 
Током сушне сезоне у јулу и августу, када ниво воде почиње да опада, неке популације постају ограничене на дубоке делове великих језера, где често остају до краја сушне сезоне у марту.Сматра се да посте током овог периода, велике резерве масти и ниске стопе метаболизма - само 36% уобичајене метаболичке стопе плаценталног сисара - омогућавајући им да преживе до седам месеци уз мало хране или без ње.

### Репродукција и животни циклус
Амазонски ламантин се размножава сезонски са гестацијским периодом од 12-14 месеци и продуженим периодом рађања. Већина порођаја одвија се између децембра и јула, а око 63% између фебруара и маја, у време пораста нивоа реке у њиховом родном региону. 
Након што се младунче роди, почеће да једе док је са мајком уз коју остаје од 12 до 18 месеци. 
Два амазонски ламантина су живела је у заточеништву 12,5 година. Дивље јединке имају животни век око 30 година.

## Популација и распрострањеност
Од 1977. године број амазонских ламантина процењен је на око 10 000.  До данас је укупан број популације неодређен, међутим, чини се да се смањује. Они су углавном распрострањени у сливу реке Амазон, на северу Јужне Америке, од острва Маражо у Бразилу преко Колумбије, Перуа и Еквадора.  Повремено се преклапају са северноамеричким ламантинима дуж обала Бразила.
Амазонски ламантини јављају се кроз већину слива реке Амазон, од горњег тока река у Колумбији, Еквадору и Перуу до ушћа Амазона (близу острва Маражо) у Бразилу, на процијењених седам милиона квадратних километара.  Међутим, њихова дистрибуција је нејасна, и концентрише се на подручја поплављених шума богатих храњивим материјама, које обухватају око 300.000km². Такође настањују окружења у низинским тропским областима испод 300m надморске висине, где постоји велика концентрацција водених и полуводних биљака. Такође могу се наћи се и у мирним плитким водама, далеко од људских насеља.
Амазонски ламантин је потпуности водена животиња и никада не напушта воду. Једини су ламантини који се јављају искључиво у слатководним срединама. Амазонски ламантин фаворизује језера, речне окуке и лагуне повезане са великим рекама и обилном воденом вегетацијом.  Они су углавном самотни, али понекад се окупљају у малим групама до осам јединки.  Они се сезонским крећу, прелазећи из поплављених подручја током сезоне киша у дубока водна тела током сушне сезоне.
Природни предатори су јагуари, ајкуле и крокодили.

## Нелегални лов
Главна претња амазонским ламантинима је криволов. Лове се за исхрану и за локалну употребу, а не комерцијалну. Лов је довео до великог пада популације. Процењује се да је између 1935. и 1954. године убијено преко 140.000 ламантина. Упркос важећим законима против криволова, он се и даље дешава чак и у заштићеним подручјима. Традиционални харпуни су најчешће оружје против ламантина, а у Еквадору их лове и рибљим замкама.
Лове се углавном због меса велике вредности, али масноћа и кожа се такође користе за кување и за лекове. Месо се продаје локално суседима или на пијацама. Може се илегално продавати као кобасица или мишира на јавним пијацама у  Бразилу и Еквадору. Мишира је месо пржено у  масти животиње и врло је скупо, па се ловокрађа дешава због новчане добити. 
Између 2011. и 2015. године, 195 ламантина је убијено због меса у једној регији Бразила. У другој регији, 460 је убијено у заштићеном подручју између 2004. и 2014. године.

## Очување
Црвена листа IUCN сврстала је амазонске ламантине као рањиве. Смањење популације је углавном резултат лова, као и смртности младунаца, климатских промена и губитка станишта.  Међутим, због њиховог мрачног воденог станишта, тешко је стећи прецизне процене популације.
Не постоје национални планови  за очување амазонских ламантина  осим у Колумбији. Од 2008. године Национални истраживачки институт Амазона брине се о 34 заробљена ламантина, а Центар за очување и истраживање водених сисара брине се о 31. Ламантини су заштићени перуанским законом из 1973. године, Врховном декретом 934-73-АГ, којом се забрањује лов и комерцијална употреба ламантина.
Лов и даље остаје највећи проблем и наставља се чак и унутар заштићених подручја. Године 1986. процењено је да су нивои лова у Еквадору неодрживи и да ће ламантини нестати из ове земље у року од 10–15 година. Иако се лов и даље наставља, верује се да је све већи ризик за њихов континуирани опстанак у Еквадору ризик од изливања нафте. Експлоатација нафте такође значи и повећање бродског промета на рекама.
Амазонски ламантини у Перуу су доживели пад популације због лова од стране људи због меса, масти, коже.
Такав лов се врши харпунама, мрежама и постављеним замкама. Велики део овог лова дешава се у језерима и потоцима у близини Националног резервата Пакаја-Самирија на североистоку Перуа.  Ова врста се споро креће, питома је и често се храни на површини језера и река у којима обитава.  Ламантини су такође изложени опасности од загађења, случајног утапања у комерцијалним рибарским мрежама и деградације вегетације ерозијом тла која је последица крчења шума. Уз то, неселективно испуштање живе у рударским активностима угрожава читав водени екосистем Амазонског слива.